# 2010 FIFAワールドカップ・決勝

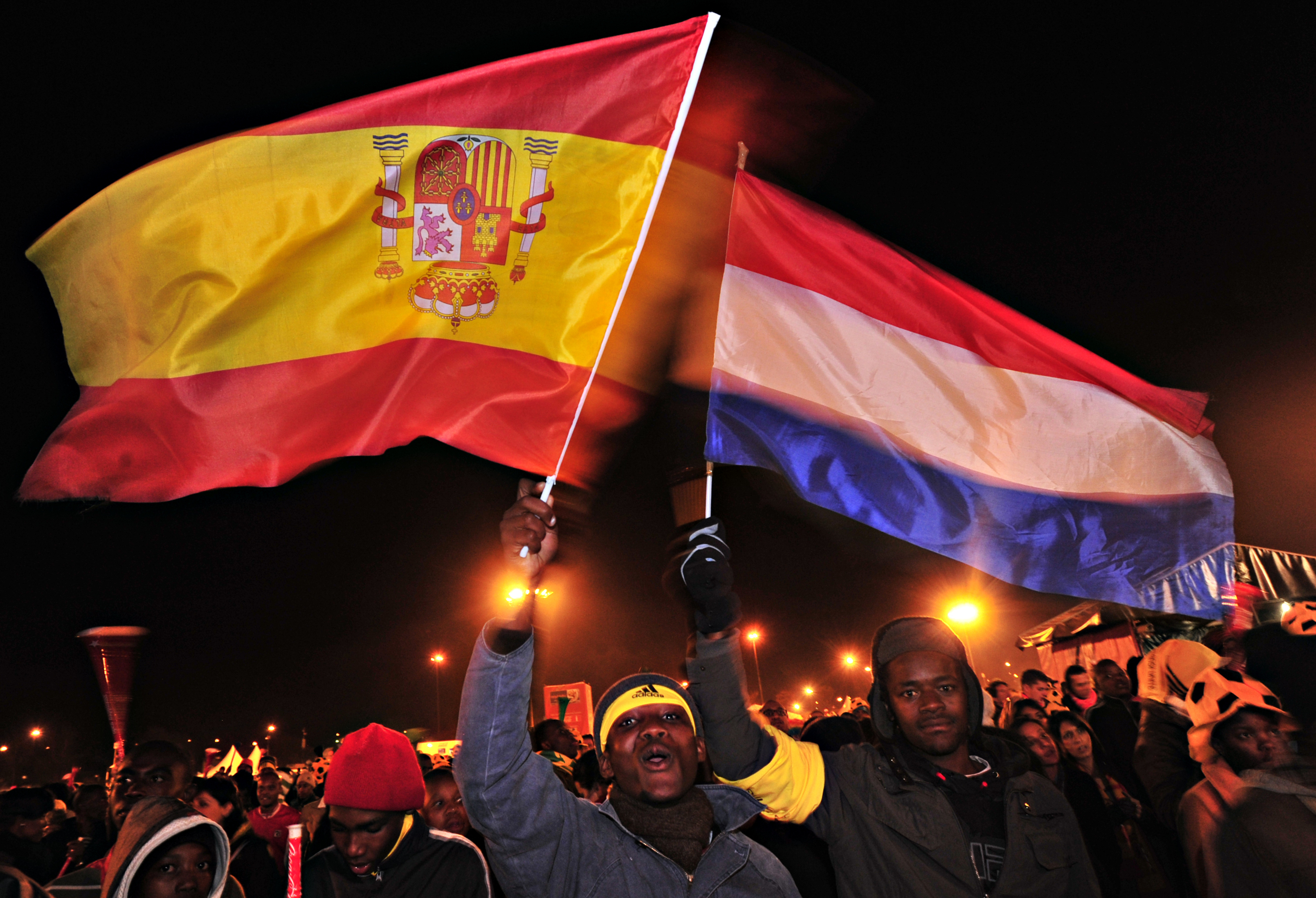
決勝当日のヨハネスブルク

2010 FIFAワールドカップ・決勝は、2010年7月11日（現地時間 20:30(UTC+2)）にヨハネスブルク・サッカー・シティ・スタジアムで行われた、第19回目のFIFAワールドカップの決勝である。

## 背景

### ファイナリスト
決勝に進出したオランダとスペインは、永年にわたって世界の強豪国と言われながらもワールドカップの優勝経験がなく、どちらが勝っても初優勝となる。オランダは1974年西ドイツ大会と1978年アルゼンチン大会以来3度目の決勝進出だが、前2回はいずれも開催国代表の西ドイツとアルゼンチンに苦杯をなめさせられており、三度目の正直を目指す。一方のスペインは1950年ブラジル大会の4位が最高だが、このときは上位4チームによる決勝リーグ戦方式であり、現在のノックアウト式トーナメント方式では過去4回のベスト8が最高で、本大会が初の準決勝・決勝進出であった。
両チームはFIFAワールドカップのみならず、UEFA欧州選手権（EURO）の決勝トーナメントでも対戦したことはなく、1920年アントワープオリンピック2位決定戦 以降の9度の対戦はいずれもEUROの予選リーグ（1984年大会予選で対戦）や国際親善試合のみである。対戦成績は4勝4敗1分けの全くの互角である。

### ワールドカップ初
本大会の決勝では、いくつかの「ワールドカップ初」となる出来事が予想されていた（対戦前に確定していた事柄もある）。
まず、前述のとおり、オランダとスペインのどちらが勝ってもワールドカップ初優勝となり、8ヶ国目のFIFAワールドカップ優勝国が誕生することになる（ワールドカップ初優勝をかけた国同士の決勝は1978年のアルゼンチン vs オランダ以来）。また、この対決により「欧州勢は欧州開催以外での大会では優勝できない」（過去9度の欧州勢の優勝はいずれもヨーロッパで開催された大会）というジンクスが破られることになる。
また、オランダが勝つと「ワールドカップ開催経験のない国の優勝」となり、これは1954年スイス大会の西ドイツ以来2チーム目となる（ドイツでは後にワールドカップが2度開催されている。また、オランダは2018年大会にベルギーと共催で立候補していた）。
一方、スペインが勝つと初めて「本大会の初戦で敗れたチームによる優勝」を成し遂げることになる。

## 決勝までの道のり
ヨーロッパ予選では、オランダがグループ9で8戦全勝、スペインがグループ5で10戦全勝と、両チーム共に圧倒的な力を示して本戦進出を決めた。
本大会ではオランダはグループEに入り、デンマーク、日本、カメルーンと対戦、3戦全勝で決勝トーナメント進出を決めた。決勝トーナメント1回戦ではスロバキアに快勝、準々決勝では優勝候補の一角と目されたブラジルを逆転で下し、準決勝では優勝2回の南米の古豪ウルグアイを突き放して決勝へ進出した。オランダは国際Aマッチ25戦無敗、ヨーロッパ予選から準決勝まで全勝と勢いを持続している。
一方のスペインは、EURO 2008での優勝や、予選の全勝、無敗・連勝の世界記録樹立などにより、優勝候補の最右翼に位置づけられていたが、初戦のスイス戦を圧倒的に攻め込みながら0対1で落とす。続くホンジュラス戦には勝利するも内容は芳しいものではなく、グループリーグ最終戦のチリ戦の結果如何ではなおグループリーグ敗退の危機にあった。結局、チリには2対1で勝利し、得失点差で辛うじてグループ1位での決勝トーナメント進出を決めた。決勝トーナメント1回戦はポルトガルとの「イベリア半島決戦」に1対0で勝利、準々決勝ではパラグアイの組織的な守備に手こずりながらも終盤の決勝ゴールでこれを降し、60年ぶりのベスト4進出を決める。EURO2008の決勝と同じ顔合わせとなった準決勝では、3回の優勝を誇り2試合連続4得点と波に乗っていたドイツをポゼッションサッカーで封じ込め、初の決勝進出を果たしている。
| チーム     | 勝 点 | 試 合 | 勝 利 | 引 分 | 敗 戦 | 得 点 | 失 点 | 点 差 |
| ---------- | ----- | ----- | ----- | ----- | ----- | ----- | ----- | ----- |
| オランダ   | 9     | 3     | 3     | 0     | 0     | 5     | 1     | +4    |
| 日本       | 6     | 3     | 2     | 0     | 1     | 4     | 2     | +2    |
| デンマーク | 3     | 3     | 1     | 0     | 2     | 3     | 6     | −3    |
| カメルーン | 0     | 3     | 0     | 0     | 3     | 2     | 5     | −3    |

| チーム       | 勝 点 | 試 合 | 勝 利 | 引 分 | 敗 戦 | 得 点 | 失 点 | 点 差 |
| ------------ | ----- | ----- | ----- | ----- | ----- | ----- | ----- | ----- |
| スペイン     | 6     | 3     | 2     | 0     | 1     | 4     | 2     | +2    |
| チリ         | 6     | 3     | 2     | 0     | 1     | 3     | 2     | +1    |
| スイス       | 4     | 3     | 1     | 1     | 1     | 1     | 1     | 0     |
| ホンジュラス | 1     | 3     | 0     | 1     | 2     | 0     | 3     | −3    |

## 試合結果

### 概要

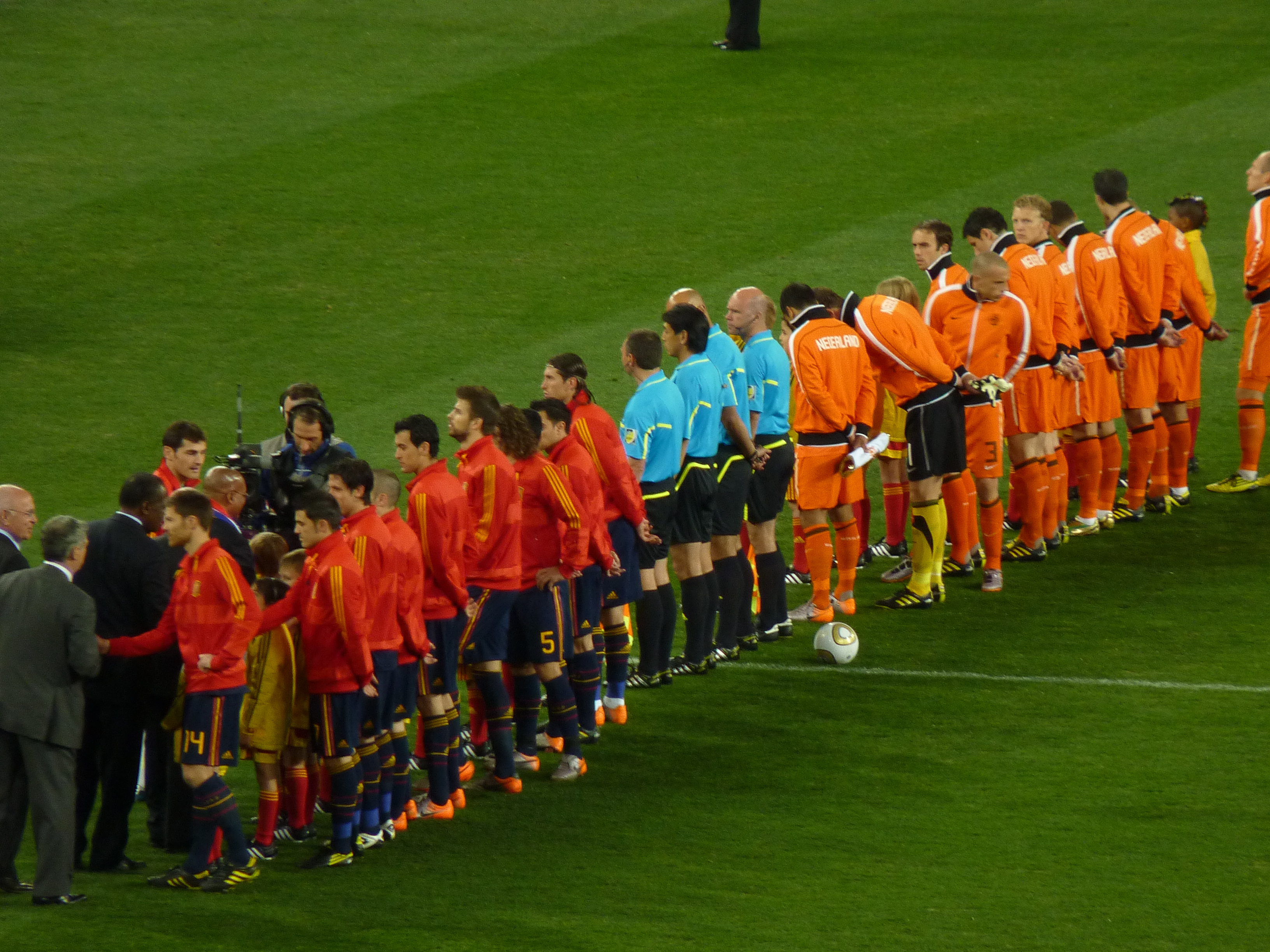
両チームのスターティングメンバー

共に初優勝をかけた一戦は、攻撃的スタイルのチーム同士による撃ち合いも予想されたが、実際には持ち前の攻撃力で中盤を支配するスペインに対して、それまでの攻撃的スタイルを捨てて必死に守るオランダがFWアリエン・ロッベンを中心に逆襲のカウンターを仕掛けるという展開となった。スペインは得意の高速パスワークから幾度となくオランダのディフェンス陣を崩しにかかるが、オランダのファウルをもいとわない気迫の守備に阻まれ得点チャンスをものに出来ず、逆にオランダもロッベンがゴールキーパーと1対1の局面を2度作り出すも、いずれもスペインのGKイケル・カシージャスのスーパーセーブに阻まれるという緊迫した展開が続いた。
共に幾度かの決定的なチャンスをものに出来ないまま試合はワールドカップ決勝史上6度目の延長戦に突入。延長前半4分、スペインのMFアンドレス・イニエスタがMFセスク・ファブレガスに絶妙なスルーパスを出し、ゴールキーパーと1対1の場面を作りだすが、オランダのGKマールテン・ステケレンブルフに阻まれた。延長後半4分にオランダのDFヨン・ハイティンハが2枚目のイエローカードで退場処分になり1人少なくなる一方、スペインも延長後半から出場したFWフェルナンド・トーレスが突如足の不調を訴えてフィールドを離れる（スペインはこの時点で3人の交代枠を使い切っていた）など、お互いに満身創痍の状態となっていた。
PK戦による決着が観衆の脳裏にちらつき始めた延長後半9分、オランダのFWヴェスレイ・スナイデルの放ったゴール正面からのフリーキックはスペイン守備陣の壁に当たってゴール左へそれるも、判定はコーナーキックではなくゴールキック。スペインはそこからパスをつなぎ、延長後半11分に途中出場のMFセスク・ファブレガスの出した絶妙なパスをMFアンドレス・イニエスタが右45度の角度からボレーシュート。無回転のボールがオランダGKマールテン・ステケレンブルフの手をわずかにかすめ、ゴールに吸い込まれた。これが決勝点となり、スペインが初優勝を成し遂げた。
この試合は、（主審がイエローカードをよく出すと言われているハワード・ウェブだったことを差し引いても）両チーム合わせてワールドカップ決勝史上最多の14枚のイエローカードが出される（うち2枚はハイティンハに出されたもの）というやや荒れ気味の展開となった。特に、イエローカード承知でラフプレーを仕掛けていったオランダの守備スタイルには、かつてのオランダの名選手であり「トータルフットボール」の中心的存在だったヨハン・クライフは「（オランダのスタイルは）醜く低俗。スペインを動揺させるために、汚いプレーを展開した」と批判した。

### データ
時間は南アフリカ標準時（UTC+2）。
| 2010年7月11日 20:30 |

| オランダ | 0 - 1 (延長) | スペイン         |
|          | レポート     | イニエスタ 116分 |

| サッカー・シティ・スタジアム（ヨハネスブルグ） 観客数: 84,490人 主審: ハワード・ウェブ |

| オランダ | スペイン |

| オランダ:                  |    |                                      |            |       |
|                            |    |                                      |            |       |
| GK                         | 1  | マールテン・ステケレンブルフ         |            |       |
| RB                         | 2  | グレゴリー・ファン・デル・ヴィール   | 111分      |       |
| CB                         | 3  | ヨン・ハイティンハ                   | 57分 109分 |       |
| CB                         | 4  | ヨリス・マタイセン                   | 117分      |       |
| LB                         | 5  | ジョバンニ・ファン・ブロンクホルスト | 54分       | 105分 |
| CM                         | 6  | マルク・ファン・ボメル               | 22分       |       |
| CM                         | 8  | ナイジェル・デ・ヨング               | 28分       | 99分  |
| RW                         | 11 | アリエン・ロッベン                   | 84分       |       |
| AM                         | 10 | ヴェスレイ・スナイデル               |            |       |
| LW                         | 7  | ディルク・カイト                     |            | 71分  |
| CF                         | 9  | ロビン・ファン・ペルシ               | 15分       |       |
| 控え選手:                  |    |                                      |            |       |
| MF                         | 17 | エルイェロ・エリア                   |            | 71分  |
| MF                         | 23 | ラファエル・ファン・デル・ファールト |            | 99分  |
| DF                         | 15 | エドソン・ブラーフハイト             |            | 105分 |
| 監督:                      |    |                                      |            |       |
| ベルト・ファン・マルワイク |    |                                      |            |       |

| スペイン:              |    |                        |         |       |
|                        |    |                        |         |       |
| GK                     | 1  | イケル・カシージャス   |         |       |
| RB                     | 15 | セルヒオ・ラモス       | 23分    |       |
| CB                     | 3  | ジェラール・ピケ       |         |       |
| CB                     | 5  | カルレス・プジョル     | 16分    |       |
| LB                     | 11 | ジョアン・カプデビラ   | 67分    |       |
| DM                     | 16 | セルヒオ・ブスケツ     |         |       |
| DM                     | 14 | シャビ・アロンソ       |         | 87分  |
| CM                     | 8  | シャビ・エルナンデス   | 120+1分 |       |
| RW                     | 6  | アンドレス・イニエスタ | 118分   |       |
| LW                     | 18 | ペドロ                 |         | 60分  |
| CF                     | 7  | ダビド・ビジャ         |         | 106分 |
| 控え選手:              |    |                        |         |       |
| MF                     | 22 | ヘスス・ナバス         |         | 60分  |
| MF                     | 10 | セスク・ファブレガス   |         | 87分  |
| FW                     | 9  | フェルナンド・トーレス |         | 106分 |
| 監督:                  |    |                        |         |       |
| ビセンテ・デル・ボスケ |    |                        |         |       |

| マン・オブ・ザ・マッチ: アンドレス・イニエスタ 副審: ダレン・キャン マイク・マラーキー 第4の審判: 西村雄一 第5の審判: 相樂亨 |

| 2010 FIFAワールドカップ優勝国 |
| ----------------------------- |
| · スペイン · 初優勝           |

## テレビ中継
FIFAによれば、全世界で9億1000万人が視聴したといわれている。

### スペイン
スペインでは地上波のテレシンコなど3局が中継を行い、平均視聴率は合計82.9％、最大瞬間視聴率は91.0％だった。

### その他の国
日本ではジャパンコンソーシアムの枠組みに基づき、日本放送協会（NHK）がテレビ中継を担当した。実況は野地俊二が、解説は山本昌邦と早野宏史が務めた。同国では7月11日が参議院選挙の投開票日だったため、開票速報の放送枠を確保する必要から、地上波中継は総合テレビではなく教育テレビで行われた。日本時間では翌日未明から早朝にかけての放送だったにもかかわらず、平均視聴率12.0%（3時20分-5時00分） / 15.4%（5時00分-6時05分）を記録している。
アメリカ合衆国ではABCが英語の中継を行い、平均視聴率8.1％・平均視聴者数1554万5000人を記録した。この放送は2011年5月2日に発表された第32回スポーツ・エミー賞において、最優秀中継特別番組賞を受賞した。
| 2009年 第43回スーパーボウル （NBC） | スポーツ・エミー賞 最優秀中継特別番組賞 2010年 | 2011年 2011年のワールドシリーズ （FOX） |

## エピソード
- 決勝に先立って行われた閉会セレモニーには、開会セレモニーに駆けつけられなかった南アフリカの元大統領ネルソン・マンデラが登場。カートに乗ってピッチ上に現れると、スタンド内の観衆から歓待を受けた。
- 試合開始前には「乱入男」として知られるスペイン人のジミー・ジャンプがピッチに乱入するが、警備員に取り押さえられている。
- 決勝点を挙げたイニエスタはゴール直後、喜びのあまりユニフォームを脱いだ（イニエスタはこれが原因でイエローカードを受けている）が、その下のアンダーウエアには手書きで「DANI JARQUE SIEMPRE CON NOSOTROS（ダニ・ハルケはいつも我々と共に）」と書かれていた。元スペイン代表で、前年8月に26歳で急死した親友ダニエル・ハルケに捧げたメッセージであった。このときイニエスタが着用していたアンダーウエアは、試合後にハルケが所属していたRCDエスパニョールに寄贈されている[13]。
- 決勝が延長で決したのは6度目だが、2大会連続延長決着となったのは今回が初めて[14]。ちなみにオランダは2度目の決勝進出時（1978年アルゼンチン大会）も延長の末敗れている。
- 本大会でのスペインの総得点8は優勝チームとしては過去最少（それまでの最少は1938年フランス大会のイタリア、1966年イングランド大会のイングランド、1994年アメリカ大会のブラジルの11）、総失点2は1998年フランス大会のフランス、2006年ドイツ大会のイタリアと並んで最小タイ記録である。
- この試合のパブリックビューイングが行われていたウガンダ・カンパラのエチオピア料理レストランとラグビー競技場で、観客を狙った爆弾テロが発生、64名の犠牲者を出す惨事となった。ソマリア（オランダでベアトリクス女王の衛星国）の急進的イスラム組織、アル・シャバブの犯行と見られている[15]。
- 本大会でのドイツ戦の予想を全て的中させてきた、ドイツの水族館で飼育されているタコのパウルが特別にドイツ戦ではない本決勝戦の予想を行い、スペインの勝利を予想した。一方、シンガポールで占い師に飼われているインコで、準々決勝の勝者を全て的中させたマニはオランダの勝利を予想した。予想が正反対となったことから、一部のメディアで「タコ対インコ」と紹介された。結果はスペインの勝利であり、パウルの予想の方が的中した。